# Ключ 30
| 口                     | 口            | 口            |
| ---------------------- | ------------- | ------------- |
| 29                     | 30            | 31            |
| Піньінь:               | kǒu           | kǒu           |
| Чжуїнь:                | ㄎㄡ          | ㄎㄡ          |
| Вейд-Джайлз:           | k'ou3         | k'ou3         |
| Ютпхін:                | hau2          | hau2          |
| Он:                    |               |               |
| Кун:                   |               |               |
| Кандзі:                | 口偏 kuchihen | 口偏 kuchihen |
| Хун:                   | 입 ip         | 입 ip         |
| Им:                    | 구 ku         | 구 ku         |
| Індекс у Вікісловнику: | 口            | 口            |

Ключ 30 — ієрогліфічний ключ, що означає рот і є одним із 31 (загалом існує 214) ключа Кансі, що складаються з трьох рисок.
У Словнику Кансі 1 146 символів із 40 030 використовують цей ключ.

## Символи, що використовують ключ 30

Як писати ієрогліф.

| кількість рисок | ієрогліфи |
| --------------- | --- |
| без додаткових  | 口 |
| 2 додаткові     | 古 句 另 叧 叨 叩 只 叫 召 叭 叮 可 台 叱 史 右 叴 叵 叶 号 司 叹 叺 叻 叼 叽 |
| 3 додаткові     | 叾 叿 吀 吁 吂 吃 各 吅 吆 吇 合 吉 吊 吋 同 名 后 吏 吐 向 吒 吓 吔 吕 吖 吗 吸 |
| 4 додаткові     | 吘吙吚君吜吝吞吟吠吡吢吣吤吥否吧吨吩吪含听吭吮启吰吱吲吳吴吵吶吷吹吺吻吼吽吾吿呀呁呂呃呄呅呆呇呈呉告呋呌呍呎呏呐呑呒呓呔呕呖呗员呙呚呛                                                           |
| 5 додаткових    | 呜呝呞呟呠呡呢呣呤呥呦呧周呩呪呫呬呭呮呯呰呱呲味呴呵呶呷呸呹呺呻呼命呾呿咀咁咂咃咄咅咆咇咈咉咊咋和咍咎咏咐咑咒咓咔咕咖咗咘咙咚咛咜咝                                                             |
| 6 додаткових    | 咞咟咠咡咢咣咤咥咦咧咨咩咪咫咬咭咮咯咰咱咲咳咴咵咶咷咸咹咺咻咼咽咾咿哀品哂哃哄哅哆哇哈哉哊哋哌响哎哏哐哑哒哓哔哕哖哗哘哙哚哛哜哝哞哟                                                             |
| 7 додаткових    | 哠員哢哣哤哥哦哧哨哩哪哫哬哭哮哯哰哱哲哳哴哵哶哷哸哹哺哻哼哽哾哿唀唁唂唃唄唅唆唇唈唉唊唋唌唍唎唏唐唑唒唓唔唕唖唳啄                                                                               |
| 8 додаткових    | 唗唘唙唚唛唜唝唞唟唠唡唢唣唤唥唦唧唨唩唪唫唬唭售唯唰唱唲唴唵唶唷唸唹唺唻唼唽唾唿啀啁啂啃啅商啇啈啉啊啋啌啍啎問啐啑啒啓啔啕啖啗啘啙啚啛啜啝啞啟啠啡啢啣啤啥啦啧啨啩啪啫啬啭啮啯啰啱啲啳啴啵啶啸啹 |
| 9 додаткових    | 啷啺啻啼啽啾啿喀喁喂喃善喅喆喇喈喉喊喋喌喍喎喏喐喑喒喓喔喕喖喗喘喙喚喛喜喝喞喟喠喡喢喣喤喥喦喧喨喩喪喫喬喭單喯喰喱喲喳喴喵営喷喸喹喺喻喼喽喾                                                     |
| 10 додаткових   | 喿嗀嗁嗂嗃嗄嗅嗆嗇嗈嗉嗊嗋嗌嗍嗎嗏嗐嗑嗒嗓嗔嗕嗖嗗嗘嗙嗚嗛嗜嗝嗞嗟嗠嗡嗢嗣嗤嗥嗦嗧嗨嗩嗪嗫嗬嗭嗮嗯嗰嗱嗲嗳嗴嗵                                                                                   |
| 11 додаткових   | 嗶嗷嗸嗹嗺嗻嗼嗽嗾嗿嘀嘁嘂嘃嘄嘅嘆嘇嘈嘉嘊嘋嘌嘍嘎嘏嘐嘑嘒嘓嘔嘕嘖嘗嘘嘙嘚嘛嘜嘝嘞嘟嘠嘡嘢嘣嘤嘥嘦嘧嘨噌                                                                                         |
| 12 додаткових   | 嘩嘪嘫嘬嘭嘮嘯嘰嘱嘲嘳嘴嘵嘶嘷嘸嘹嘺嘻嘼嘽嘾嘿噀噁噂噃噄噅噆噇噈噉噊噋噍噎噏噐噑噒噓噔噕噖噗噘噙噚噛噜噝器噴                                                                                     |
| 13 додаткових   | 噞 噟 噠 噡 噢 噣 噤 噥 噦 噧 噩 噪 噫 噬 噭 噮 噯 噰 噱 噲 噳 噵 噶 噷 噸 噹 噺 噻 噼 噽 |
| 14 додаткових   | 噾 噿 嚀 嚁 嚂 嚃 嚄 嚅 嚆 嚇 嚈 嚉 嚊 嚋 嚌 嚍 嚎 嚏 嚐 嚑 嚒 嚓 |
| 15 додаткових   | 嚔 嚕 嚖 嚗 嚘 嚙 嚚 嚛 嚜 嚝 嚞 嚟 嚠 嚡 嚢 |
| 16 додаткових   | 嚣 嚤 嚥 嚦 嚧 嚨 嚩 嚪 嚫 嚬 嚭 嚮 嚯 嚰 |
| 17 додаткових   | 嚱 嚲 嚳 嚴 嚵 嚶 嚷 嚸 嚹 嚺 |
| 18 додаткових   | 嚻 嚼 嚽 嚾 嚿 囀 囁 囂 囃 囄 |
| 19 додаткових   | 囅 囆 囇 囈 囉 囊 囋 囌 囍 囎 |
| 20 додаткових   | 囏 囐 |
| 21 додаткова    | 囑 囒 囓 囔 囕 |
| 25 додаткових   | 囖 |